# ساب‌استیشن آلفا
ساب‌استیشن آلفا (به انگلیسی: SubStation Alpha) , که تحت نام اس‌اس‌ای (به انگلیسی: SSA) نیز خلاصه می‌شود که اغلب با فرمت ای‌اس‌اس (به انگلیسی: ass) عرضه می‌شود، یک قالب فایل زیرنویس است که به کاربر اجازه می‌دهد تا زیرنویس‌های پیشرفته تری نسبت به ساب‌ریپ معمولی و فرمت‌های مشابه ایجاد کند. این نوع فرمت توسط CS Low (که با نام Kotus نیز شناخته می‌شود) ساخته شده‌است. ساب‌استیشن آلفا نام یک ابزار محبوب برای ویرایش زیرنویس بود.
این قالب زیرنویس اغلب در انیمه‌های فن‌ساب استفاده می‌شود، یا برای درج زیرنویس‌ها بر روی ویدیو در حین ضبط (هاردساب)، یا برای ذخیره داده‌های زیرنویس در کنار داده‌های ویدیو، اغلب در فرمت متروسکا (MKV). به جز سرویس کرانچی رول، معمولاً از این فرمت به‌طور حرفه ای استفاده نمی‌شود.
نسخه فعلی اس‌اس‌ای v4.08 است. بسیاری از نرم‌افزارهای رایگان و برنامه‌های زیرنویس متن باز وجود دارند که از فرمت اس‌اس‌ای پشتیبانی می‌کنند.